# Le Tueur (film, 1984)
Pour les articles homonymes, voir Le Tueur.
Pour plus de détails, voir Fiche technique et Distribution.
Le Tueur (espagnol : Matar a un extraño ; anglais : To Kill a Stranger) est un film policier américano-mexicain sorti en 1984 et réalisé par Juan López Moctezuma.

## Fiche technique
- Titre français : Le Tueur
- Titre original anglais : To Kill a Stranger[1]
- Titre espagnol : Matar a un extraño ou Secuestrada ou Trampa nocturna
- Réalisation : Juan López Moctezuma
- Scénario : Juan López Moctezuma, Emerich Oross, Rafael Buñuel, Michael Elliot, Morrie Ruvinsky
- Photographie : Álex Phillips Jr.
- Montage : Carlos Savage
- Musique : Mort Garson
- Décors : Carlos Grandjean, Salvador Lozano Mena
- Production : Raúl Vale
- Société de production : Angel Films, Radio Video Productions, Star World Productions
- Pays de production :  Mexique -  États-Unis
- Langue originale : anglais
- Format : Couleurs - Son mono - 35 mm
- Durée : 88 minutes
- Genre : Film policier
- Dates de sortie :
  - Norvège : 1984
  - Mexique : 6 février 1986
  - États-Unis : 18 novembre 1987

## Distribution
- Angélica María : Christina Carver
- Donald Pleasence : Col. Kostik
- Dean Stockwell : John Carver
- Aldo Ray : commissaire Benedict
- Sergio Aragonés : Maj. Keller
- Ken Grant : Tom
- Jill Franklyn : Susan
- Rick Sharp : l'assistant de Benedict
- Juan José Gurrola : le camionneur